# 海氏角果澤米
海氏角果澤米是蘇鐵目澤米鐵科角狀澤米屬的物種，它原產於墨西哥的克雷塔羅州和聖路易斯波托西州靠近聖瑪麗亞河（Santa Maria River）。生長於大約850至1,300米的落葉櫟林地。

## 威脅
海氏角果澤米受到棲息地破壞和人為過度採集以作觀賞用途，已被IUCN紅色名錄列為瀕危物種。

## 外部連結
1. ↑  Vovides, A. & Chemnick, J. . The IUCN Red List of Threatened Species 2010.   [2011-11-13].
2. ↑  . Germplasm Resources Information Network. United States Department of Agriculture. 2003-03-05  [2011-11-13]. （原始内容存档于2014-12-10）.
3. ↑  《Plants in Missouri Botanical Garden》物种名称索引[]